# لا پالما (جزیره)
لا پالما (اسپانیایی: La Palma‎) از جزیره‌های جزایر قناری در کشور اسپانیاست.این جزیره با ۷۰۶ کیلومترمربع مساحت، پنجمین جزیره بزرگ جزایر قناری محسوب می‌شود.مرکز این جزیره، شهر سانتا کروس د لا پالما است.

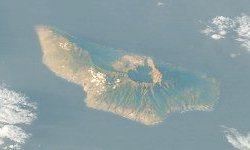
عکس ماهواره‌ای از لا پالما

## نگارخانه

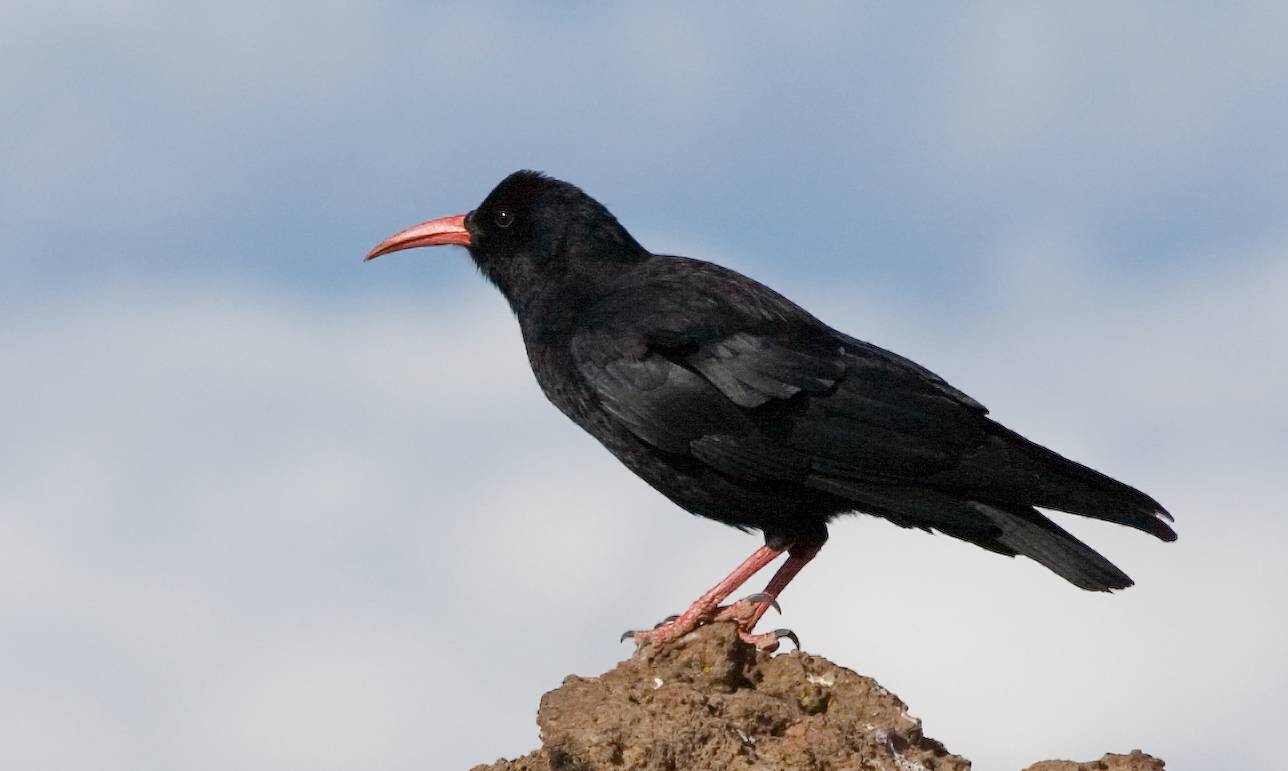
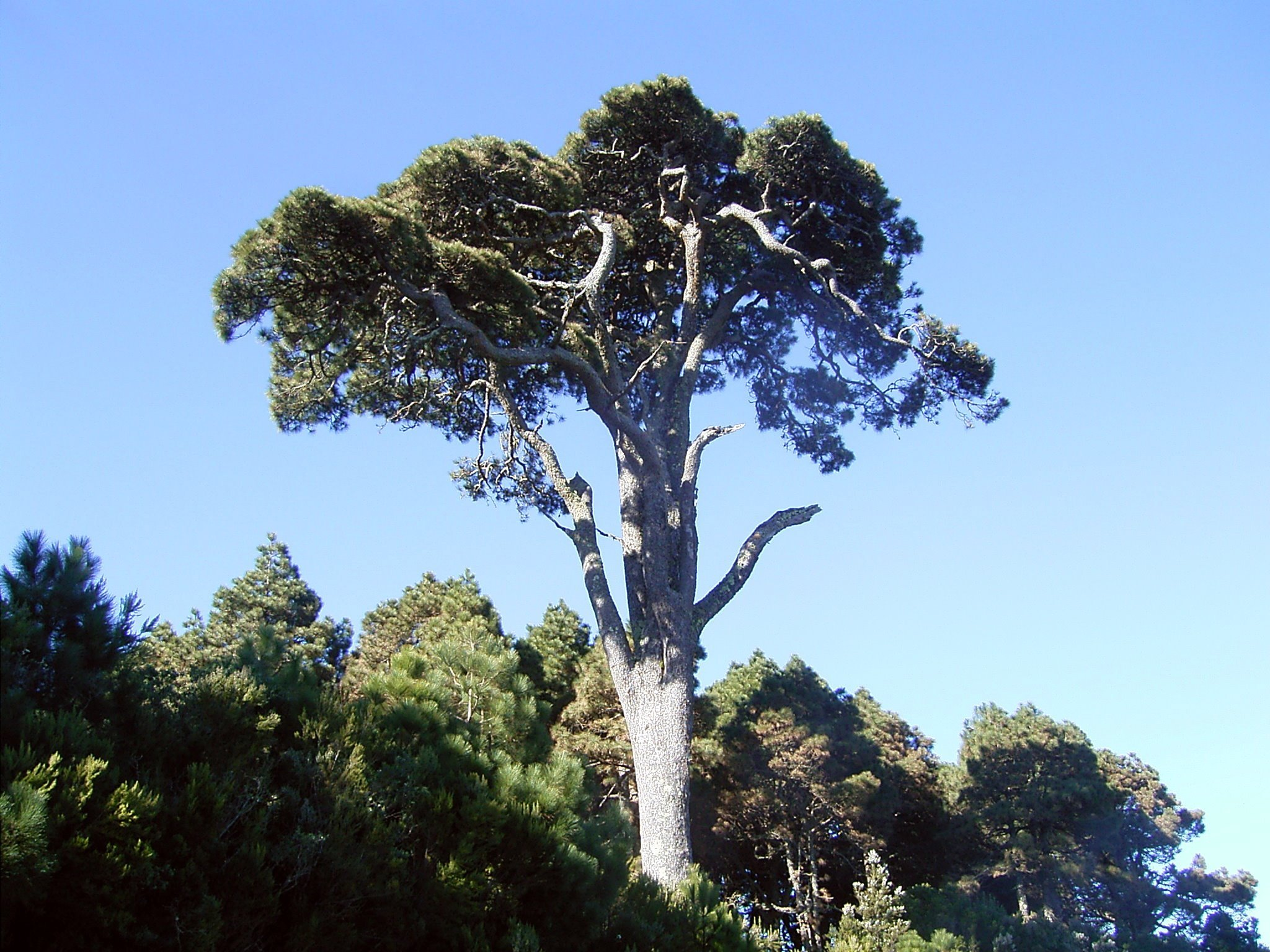